# توماس رامزي
توماس رامزي (بالإنجليزية: Thomas Ramsay)‏ هو سياسي بريطاني (وحمل سابقاً جنسية المملكة المتحدة لبريطانيا العظمى وأيرلندا)، ولد في 2 يوليو 1877، وتوفي في 20 أكتوبر 1956. حزبياً، نشط في الحزب الليبرالي. في الانتخابات العامة في المملكة المتحدة 1929 ‏، انتخب عضو برلمان المملكة المتحدة الـ35 عن دائرة نا آيلينان أن لار (30 مايو 1929 – 7 أكتوبر 1931) وفي الانتخابات العامة في المملكة المتحدة 1931 ‏، انتخب عضو برلمان المملكة المتحدة الـ36 عن دائرة نا آيلينان أن لار (27 أكتوبر 1931 – 25 أكتوبر 1935).